# Cagwait
Cagwait est une localité de la province du Surigao du Sud, aux Philippines. En 2015, elle compte 20 384 habitants.